# Рейнджер-8
Рейнджер-8 — американський безпілотний космічний апарат, призначений для передачі зображень місячної поверхні з високою роздільною здатністю впродовж останніх хвилин польоту до зіткнення з поверхнею.
Третій з чотирьох апаратів блоку 3.

## Опис
Апарати блоку 3 висотою 3,6 м мали шестикутну базу діаметром 1,5 м. До бази кріпилися рушійна установка, джерело живлення, башта у формі зрізаного конуса використовувалася для розміщення 6 телекамер. На вершині башти розташовувалася циліндрична частково ненаправлена антена. Спрямована антена з високим коефіцієнтом підсилення, що розкривалася в польоті, була прикріплена знизу до бази.
Дві панелі сонячних батарей довжиною шириною 73,9 см і довжиною 153,7 см загальним розмахом 4,6 м, що розкривалися в польоті, опозитно кріпилися знизу до бази.
Корекція траєкторії польоту здійснювалась однокомпонентним двигуном тягою 224 Н.
Орієнтацію у трьох площинах забезпечували 12 газових мікродвигунів, 3 гіроскопи, 4 головні і 2 додаткові сонячні й 1 земний сенсори,
Живлення забезпечували 9792 сонячні елементи у двох панелях загальною площею 2,3 м³, потужністю 200 Вт. Дві срібноцинкові акумуляторні батареї місткістю 1,2 кВт·год з номінальною напругою 26,5 В забезпечувала окрему роботу системи зв'язку або телевізійних камер впродовж 9 годин. Дві срібноцинкові акумуляторні батареї місткістю 1 кВт·год використовувалися для живлення інших систем апарата.
Апарат мав 6 телевізійних камер.
Система зв'язку:
- параболічна спрямована антена з високим коефіцієнтом підсилення,
- циліндрична частково ненаправлена антена з низьким коефіцієнтом підсилення,
- передавачі:

- телевізійний потужністю 60 Вт із частотою 959,52 МГц;
- телевізійний потужністю 60 Вт із частотою 960,05 МГц;
- потужністю 3 Вт з частотою 960,58 МГц.

Обладнання перетворювало відеосигнал у радіохвилі і передавало за допомогою антени з високим коефіцієнтом підсилення.

## Політ
Рейнджер-8 було успішно запущено 17 лютого 1965 року на низьку опорну орбіту висотою 185 км. Через 14 хвилин після запуску розгінний блок увімкнув двигун на 90 секунд і вивів апарат на траєкторію зіткнення з Місяцем. За кілька хвилин після цього Рейнджер-8 відокремився від Аджени і розкрив панелі сонячних батарей, увімкнув систему орієнтації і о 21:30 UTC почав передачу даних параболічною спрямованою антеною з високим коефіцієнтом підсилення замість циліндричної частково ненаправленої антени з низьким коефіцієнтом підсилення
18 лютого 1965, на відстані 160 000 км від Землі, апарат успішно здійснив корекцію курсу, змінивши орієнтації й увімкнувши двигун на 59 секунд. Під час маневру тривалістю 27 хвилин, кількаразово вимикалось живлення передавачів, що завадило передачі телеметричних даних. Це тривало впродовж вмикання двигуна і припинилось після його вимкнення. Вимикання живлення не вплинуло на політ. Заплановану послідовність націлювання камери на Місяць було скасовано для забезпечення зйомки великої площі місячної поверхні.
20 лютого 1965, о 9:34:32 UTC, на висоті 2510 км від поверхні Місяця телекамера почала передачу зображень. Упродовж 23 хвилин було надіслано 7 137 якісних знімків. Останній знімок, отриманий до зіткнення, мав роздільну здатність 1,5 м.
20 лютого 1965, о 09:57:36.756 UTC, після 64,9 години польоту на швидкості 2,68 км/с апарат зіткнувся з поверхнею Місяця у Морі Спокою 2°38′17″ пн. ш. 24°47′13″ сх. д. / 2.638° пн. ш. 24.787° сх. д., що було виявлено під час польоту Lunar Reconnaissance Orbiter.